# Ignacio Jiménez Martín
Ignacio Jiménez Martín, (Àvila, 22 de maig de 1898 - Madrid, 1 de desembre de 1959) va ser un pioner de l'aviació espanyola.

## Biografia
Fill del militar Francisco Jiménez Arenas, va ingressar en l'Acadèmia d'Infanteria de Toledo el 1914, i fou destinat el 1917 al Grup de Regulars n. 4, a Larraix. Hi va romandre fins a l'octubre de 1919 quan es va incorporar a l'aeròdrom de Cuatro Vientos, per realitzar el curs d'observador d'aeroplà que va acabar al desembre. A continuació realitza el curs de pilot a Getafe, obtenint el títol al maig de 1920. Fou destinat a l'aeròdrom de Tetuan, des d'on va participar els mesos següents en nombroses missions de reconeixement i bombardeig rebent diverses felicitacions dels seus superiors.
El 1921 fou destinat com a professor de vol a l'aeròdrom de Tablada, i a la fi de 1922 torna al Marroc, al Grup n. 4 de Havilland DH-9, fins a mitjan 1923 en què és destinat a la base d'hidroavions d'El Atalayon. El 9 d'agost de 1923, sofreix un greu accident de vol, que va estar a punt de costar-li la vida, recuperant-se després de més d'un any hospitalitzat.
Ascendit a capità al juny de 1925, i l'agost estableix el rècord d'Espanya de permanència en l'aire (12 hores), marca batuda per ell mateix, dos dies més tard, aconseguint el rècord de 13 hores i mitja. Després Torna als hidros de Melilla, participant el 1924 en el desembarcament d'Alhucemas.
Entre desembre de 1926 i febrer de 1927, com a segon pilot de l'avió Andalucía, forma part del raid efectuat per la Patrulla Atlántida, des de Melilla a Bata, a Guinea i va tornar, realitzant un vol de 15.000 quilòmetres. Per aquest vol va rebre la Medalla Aèria
Després de tornar, és nomenat cap de la 2a esquadrilla, del 5è Grup al maig de 1927 i la Prefectura de l'Escola de Guadalajara. Al costat de Francisco Iglesias Brage va realitzar a bord de l'avió Jesús del Gran Poder la travessia entre Sevilla i Bahía el 1929. Encara que inicialment la intenció era arribar a Rio de Janeiro, per batre la marca de distància recorreguda amb avió, sí que es va batre la distància sobre aigua sobrevolada per un avió.
Al juny de 1931 és destinat a la Prefectura de l'Aire. Al maig de 1932, representa a Espanya al Congrés d'Aviadors Transoceànics, que se celebra a Roma, marxant poc després en qualitat de Supernumerari a Manila, on contreu matrimoni i fixa la seva residència.
En produir-se el cop d'estat del 18 de juliol de 1936 el seu pare, el general Francisco Jiménez Arenas, que actuava d'enllaç entre els revoltats de Barcelona, fou tancat a l'Uruguay, d'on fou tret per milicians irregulars i assassinat. El seu germà José Luis aconsegueix de Barcelona, i després de passar per França torna a la zona revoltada a la fi de 1936, incorporant-se primer com a sanitari, i el 1937 fa el curs de pilot, i serveix en diversos grups de vol al llarg de la guerra, que plasmà en les seves memòries uns anys després, titulades "Cadenas del Aire".
Ell mateix torna a Espanya l'agost de 1936, incorporant-se als revoltats a Salamanca i ostentant el comandament de diversos Aeròdroms. El març de 1937 ascendeix a Comandant i és posat al comandament d'un Batalló d'Infanteria, en la 5a Divisió, amb la qual combat en diversos fronts fins que al desembre de 1937, a causa de la seva delicada salut, ha de ser hospitalitzat a Sant Sebastià fins a la resta de la guerra. Acabada la Guerra civil espanyola torna a Manila amb la seva esposa, on roman fins a 1955, que torna a Madrid, on mor al febrer de 1959.